# Adriana Díaz González
Adriana Díaz González   (Utuado, 31 d'octubre de 2000) és una jugadora porto-riquenya de tennis de taula. El 2019 va ocupar el lloc 3è (menors de 21 anys) i 30è en el Rànquing Mundial de Tennis de Mesa segons la Federació Internacional. La seva germana és Melanie Díaz i el seu cosí Brian Afanador, ambdós jugadors de tennis de taula també.
L'1 d'abril de 2016, es va convertir en el primer jugador porto-riqueny de tennis de taula femení qualificat per uns Jocs Olímpics. Va competir a la 2016 Summer Olympics on va derrotar Olufunke Oshonaike 4–2 en la ronda preliminar abans de perdre a Li Xue 0–4 en la segona ronda.
Va fer el seu debut professional en el club Dabang Smashers de la lliga Ultimate Table Tennis de l'Índia, el 16 de juny de 2018, amb victòria sobre el Pooja Sahasrabudhe.
El 2021, va participar en el jocs olímpics d'estiu de Tòquio, juntament amb Melanie González i Brian Afanador, sent eliminada en la tercera ronda, classificatoria per a l'etapa de quarts de final, a la qual va accedir de forma directa per la seva qualificació mundial.

## Clubs
- Zhengding Table Tennis (2017–2018)
- Dabang Smashers T.T.C. (2018)

## Assoliments
- 2020 Jocs Panamericans - Medalla d'Or
- 2019 Jocs Panamericans - Medalla d'Or
- 2016 US Open - Medalla d'Or
- 2015 Jocs Panamericans - Medalla de Bronze
- 2014 Jocs Centreamericans i del Carib - Medalla d'Or
- 2014 Festival Panamericà de l'Esport – Campió de Dones Individuals[6]
- 2014 Campionat Llatinoamericà de Joves – Campions Individuals de les Noies Cadets, Campions Dobles de les Noies Cadet, Campió Mixt de Dobles Cadet[7]
- 2013 el Perú Júnior & Cadet Open – Cadet Girls Singles Champion[8]

## Premis
| Any  | Premi            | Categoria        | Resultat  | Ref.  |
| ---- | ---------------- | ---------------- | --------- | ----- |
| 2016 | Premios Juventud | La Nueva Promesa | Guanyador | [ 9 ] |